# Schloss Traidendorf

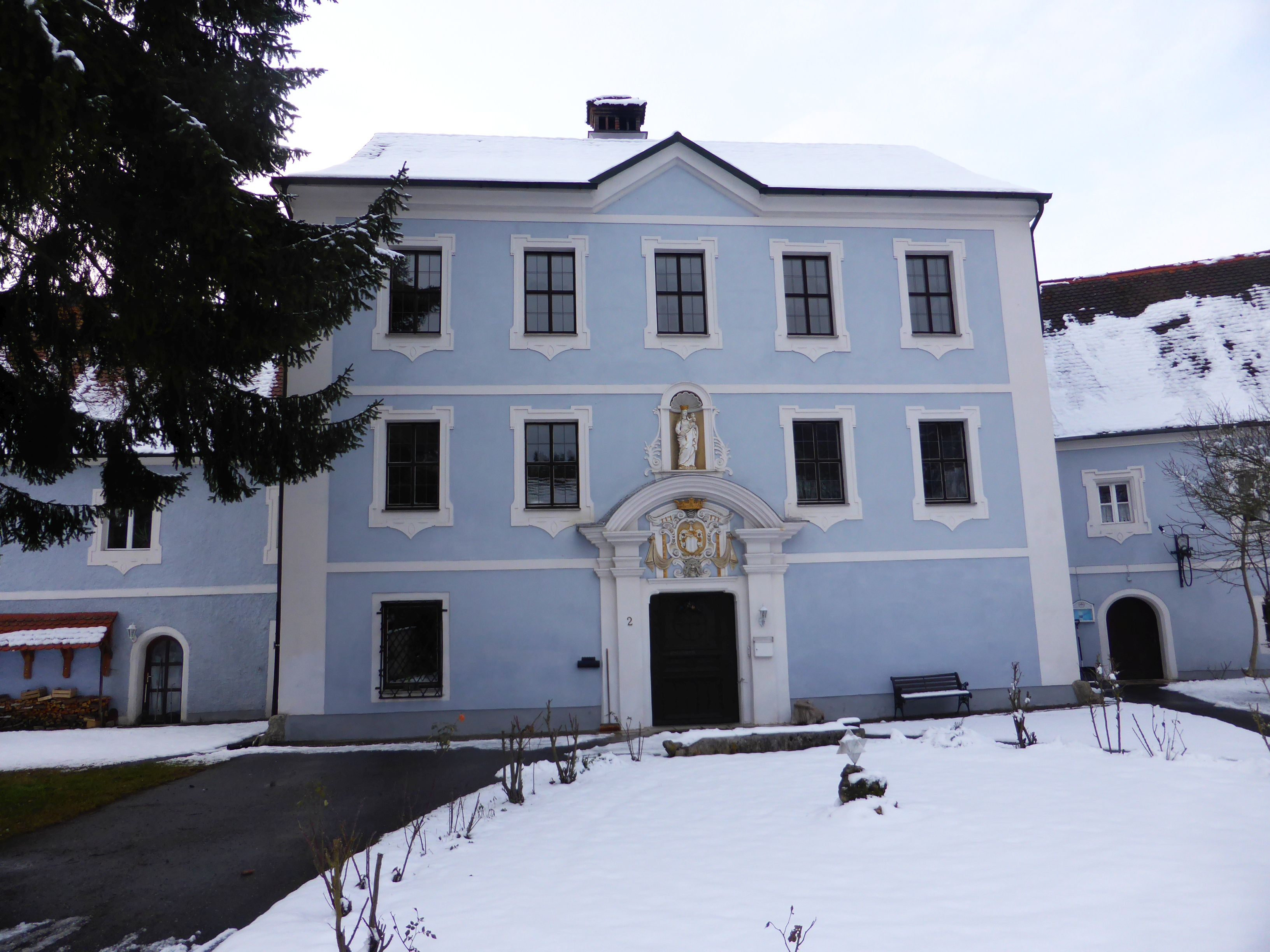
Schloss Traidendorf (2015)

Das Schloss Traidendorf (bisweilen auch Hofmarkschloss Traidendorf oder Hammerschloss Traidendorf genannt) ist ein denkmalgeschütztes Gebäude im Ortsteil Traidendorf des oberpfälzischen Marktes Kallmünz im Landkreis Regensburg von Bayern (Schloßweg 1).

## Geschichte
Die Hofmark Traidendorf war ein Eigengut der Wittelsbacher. Die Einnahmen aus der curia (= Meierhof) wurden zur Bezahlung von Amtsleuten verwendet. Um 1270 und 1326 sind sie für den dortigen Richter (sunt iudicis) gedacht, dann für die Burgmannen (pro purchuta). 1387 ist Philipp Reich mit dem Hammer zu Dreylendorf als Mitglied der Oberpfälzer Hammereinigung genannt („Philipp Reich mit dem hamer zu Traylendorff“). Im 15. Jahrhundert heiratete Katharina Castner († 1483) den Stefan Haller zu Traidendorf und nach dessen Tod den Michael Walrab von Traidendorf und Harlanden. Aus den beiden Ehen gingen zwei Söhne und drei Töchter hervor. 1512 ist Hans Walrab der Ältere von Traidendorf als Pfleger auf der Burg Kallmünz erwähnt. 1514 wird das Anwesen in der pfalz-neuburgischen Landtafel erwähnt.
Im 16. Jahrhundert werden die Bertelshofener als Besitzer von Traidendorf erwähnt. So befinden sich an der Südmauer der Pfarrkirche St. Michael von Kallmünz rechts des Eingangsportals der Grabstein des älteren Joachim von Bertelshofen und links der Grabstein des Hans Joachim von Bertelshofen, die als Besitzer von Traidendorf ausgewiesen sind. Die Inschrift um die erste Grabplatte lautet: Hie ligt begraben der Edl und vest Joachim von Bertelshofen, Fronhof und Treidendorff, fürstlicher pfälzischer Rath, auch oberster Fußhauptmann, so in Gott entschlafen den 15. Juny 1543. Gotte Pflege seiner Seelen. Die rekonstruierte Umschrift auf dem anderen Grabstein lautet: Allhie ligt begraben des Edel und vest hanß Joachim von pertelczhoven zu Traidendroff, so in Gott entschlafen den 5. Aprill Anno 1563. Gott pflege seiner Seelen. Die erste Gattin des Joachim von Pertolzhofen war eine Elisabeth, geborene von Ammenthal († 19. November 1547). Erbe wurde der Sohn Sebastian Wolf (* 1567, † 30. November 1626), der sich 1589 mit Anna Martha Dölzky verheiratete. Die zweite Gattin Margaretha von Parsberg verstarb 1557, vermutlich ohne weitere Nachkommen (Vogel/Stang, Pfalz-Neuburgische Landesaufnahme 1600, S. 337).
1655 erwarb Karl Siegmund von Tänzl von Tratzberg, kurfürstlicher Kämmerer, Hofkriegsrat, Pfleger zu Frohnstein und Kastner zu Laaber die Hofmark auf dem Heiratsweg Traidendorf. Diese Heirat begann nicht unproblematisch, denn als Karl Siegmund von Tänzl in zweiter Ehe 1665 die junge Maria Salome von Aham auf Schedling und Neuhaus heiraten wollte, entwischte diese am Hochzeitstag mit ihrem Brautführer Vogl, einem Offizier, und suchte auf einem Donauschiff das Weite. Bei Straubing wurde das flüchtende Paar erwischt, Vogl wurde erschossen und die Braut ihrem Hochzeiter in Traidendorf wieder zugeführt. 1668 kamen die Tänzls ebenfalls durch Heirat an das benachbarte Dietldorf. Dort ließ sich Friedrich Eberhart Tänzl bis 1706 das heute noch bestehende Schloss Dietldorf erbauen, Traidendorf wurde 1733 von ihnen verkauft.
Die Traidendorfer Hofmarksherren besaßen das Mutungsrecht, also das Recht, den Untergrund nach Erzen abzusuchen und dieses abzubauen. Bekanntlich ist die Umgebung von Kallmünz reich an Erzen, wie aus den Flurbezeichnungen Erzberg zwischen Traidendorf und Rohrdorf oder Arzberg am Ende des Krachenhausener Tales bei Holzheim am Forst belegen. Noch 1826 beantragte der Kallmünzer Bürger Johann Stengl die Eröffnung eines Erzbergwerks, was ihm auch vom Bergamt Amberg genehmigt wurde. Das geförderte Erz wurde allgemein gelobt. Das Mutungs- und Schürfrecht auf der Kallmünzer Gemeindeflur ist auf dem Erbweg von dem Eberhard von Tänzl auf die folgenden Hofmarksbesitzer übergegangen. Zu nennen sind Ernst von Gugl, die Freiherren von Adrian, Josef von Axtham und die von Stachelhausen. Auf dem Areal des Hofmarkschlosses wurde auch ein Stadel zur Reinigung des Erzes errichtet.
1801 werden als der Hofmark zugehörig 36 Anwesen und zwei Hirtenhäuser in acht Ortschaften genannt, davon fünf Anwesen im Burggut oder im adelichen Sitz zu Kallmünz.

### Glasschleife und Polierwerk von Traidendorf
1854 beantragte Heinrich Weydelin, Kaufmann und Fabrikant von Nürnberg und Gutsbesitzer von Traidendorf, die Umwandlung des Eisenhammers in eine Glasschleife. Aber bereits 1861 wurden Schloss und Hammergebäude zum Gantverkauf ausgeschrieben. Danach hat der Schleifermeister Andreas Bojer aus Einbuch die Wirtschaftskonzession. 1887 sind alle Baulichkeiten im Eigentum des J. W. Berlin aus Fürth (der Poliermeister der Glasschleife war damals G. Ferschl). 1892 beantragte J. W. Berlin die Verlegung und den Neubau des Wasserganges, 1906 reicht er einen Plan zum Umbau des Wasserrades ein (je drei Räder links- und drei rechtsseitig der Vils). 1911 folgt im Besitz Otto Berlin nach. 1938 erwarb Otto Weig aus Regensburg das Schleif- und Polierwerk. Die Betriebsgebäude gehören heute dem Adolf Weig. Die Glasschleife verfügte 1936 über 260 Polierblöcke, angestellt waren etwa 20 Arbeiter, hinzu kamen zehn Frauen zum Ausbessern der Fehler im Glas mit Schmirgel. 1938 wurde die Produktion eingestellt. Die Schleife wurde mit Turbinen ausgestattet und wird heute noch zur Stromproduktion verwendet.

### Heutige Verwendung
Das heruntergekommene Schloss wurde Ende des 20. Jahrhunderts von Sonia Chaves erworben und renoviert. Danach wurde das Schloss als Tagungsort verwendet. Nach einem neuerlichen Verkauf im Jahr 2018 wurde das Schloss Besitz und Heimat der Lebensraum eG. Dort wohnen und leben nun Menschen verschiedenen Alters in selbstgewählter Nachbarschaft.

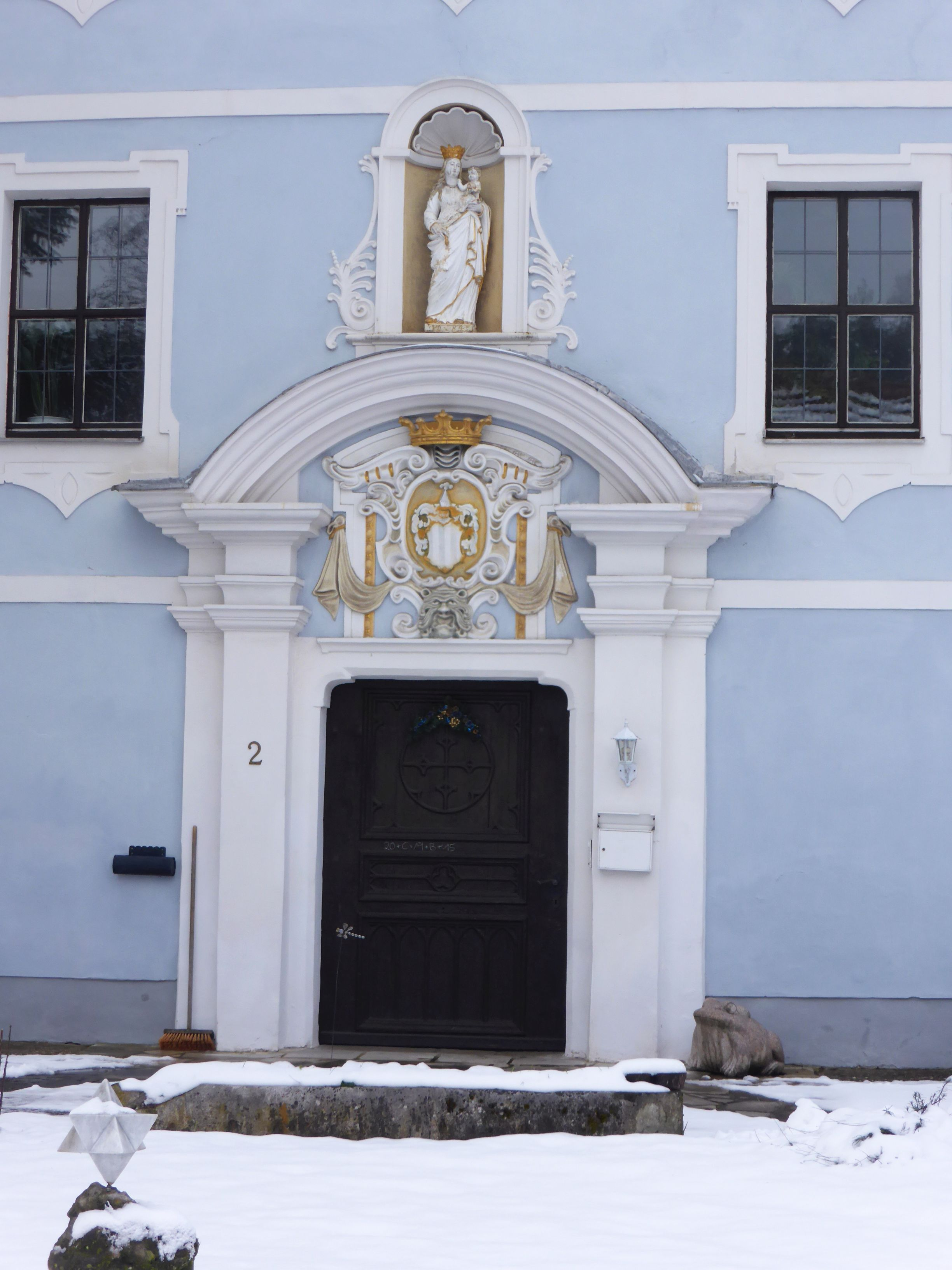
Portal von Schloss Traidendorf

## Baulichkeit
Das Schloss Traidendorf ist ein dreigeschossiger und traufständiger Satteldachbau mit Putzgliederungen. Es besitzt ein Hausteinportal mit einer Marienstatue und seitlich zwei satteldachgedeckte Flügel mit Putzgliederungen, daran ist die Jahreszahl 1684 angebracht.